# Joseph Lamasch
Joseph Lamasch (Brassó, 1753. március 8. – Brassó, 1835. október 30.), Trauschnál Joseph Lamásch, Szinnyeinél Lamás József római katolikus plébános és esperes, a katolikus iskolák főigazgatója.

## Élete
Édesapja Karl Joseph Lamasch (?–1788) katolikus alsó-ausztriai kőművespallér volt, akit 1761-ben a brassói tűzvészben leégett Fekete templom boltozatának újjáépítésével bíztak meg. A munkálatok befejezése után is Brassóban maradt az ottani kőműves céh tagjaként; ő volt a Brassó-belvárosi római katolikus templom építésze is.
Joseph Lamasch a grammatikai osztályokat szülővárosában, a humaniorákat és bölcseletet a kolozsvári konviktusban, a teológiát Nagyszombaton és Budán végezte. 1774. október 29-én felvették növendékpapnak az erdélyi püspökmegyébe. Pappá szenteltetése után segédlelkész volt Brassóban, 1782-től plébános Tekén, 1788-ban Nagyágra ment lelkésznek és alesperesnek, majd gyulafehérvári plébános és főesperes, a katolikus iskolák főigazgatója. 1805. január 20-án brassói plébános, 1831. január 17-én apát, május 11-én címzetes kanonok lett.
Brassóban kutatásokat végzett a középkori Szent Katalin-kápolnával kapcsolatban, és ő építtette újjá a brassói katolikus temető kápolnáját, amely szintén Szent Katalin titulusát kapta. 1825-ben 3500 forintos alapítványt tett két nemes ifjú eltartására a kolozsvári konviktusban. Támogatta két új lakóépület felépítését a katolikus templom mellett, a mögöttük levő bástya (valószínűleg a Szíjgyártók bástyájáról van szó) figyelőtornyának csillagászati megfigyelésekre való berendezését, és egy katolikus szegénykórház létrehozását.

## Kézirati munkái
- Anagraphae sacrae Barciae cum eidem posterius canonice unitis archi-diaconatibus incl. sedium siculicalium Sepsi et Miklósvár ab anno partus virginei 1351. usque 1815. Cum Indice notabiliorum personarum et rerum, 4rét 409 lap;[2]
- Historia Antichristi seu narratio literalis novissimorum mundi ex Apocalypsi, 8r. 101. §.[2]